# Călin Peter Netzer
Călin Peter Netzer, född 1 maj 1975 i Petroșani är en rumänsk filmregissör.
Netzer, som tillhör Rumäniens tyska minoritet växte upp i Cluj-Napoca i Transsylvanien. 1981 emigrerade hans far till Västtyskland och 1983 följde han efter tillsammans med sin mor. Efter rumänska revolutionen 1989 återvände han till Rumänien där han studerade film i Bukarest. Han långfilmsdebuterade 2003 med Maria.

## Filmografi
- 2003: Maria
- 2009: Medalia de onoare
- 2013: Cornelias kärlek

## Utmärkelser i urval
- 2003: Juryns specialpris, bästa skådespelare och bästa skådespelerska vid Internationella filmfestivalen i Locarno för Maria
- 2009: Silver Alexander Award, FIPRESCI-priset, bästa manus och bästa skådespelare vid Internationella filmfestivalen i Thessaloniki för Medalia de onoare
- 2013: Guldbjörnen vid Filmfestivalen i Berlin 2013 för Cornelias kärlek
- 2013: Telia Film Award vid Stockholms filmfestival för Cornelias kärlek.[2]